# کوماروویتسه (منطقه تربیچ)
کوماروویتسه (به چکی: Komárovice) یک منطقهٔ مسکونی در جمهوری چک است که در منطقه تربیچ واقع شده‌است.
 کوماروویتسه ۳٫۱۱ کیلومتر مربع مساحت و ۱۱۴ نفر جمعیت دارد و ۵۳۳ متر بالاتر از سطح دریا واقع شده‌است.